# Narva-Jõesuu
Narva-Jõesuu (« embouchuree du Narva » ; en allemand : Hungerburg, Гу́нгербург en russe) est une ville dans le nord-est de l'Estonie. L'agglomération et ses banlieues forment la commune urbaine de Narva-Jõesuu, l'une des huit municipalités du comté de Viru oriental.

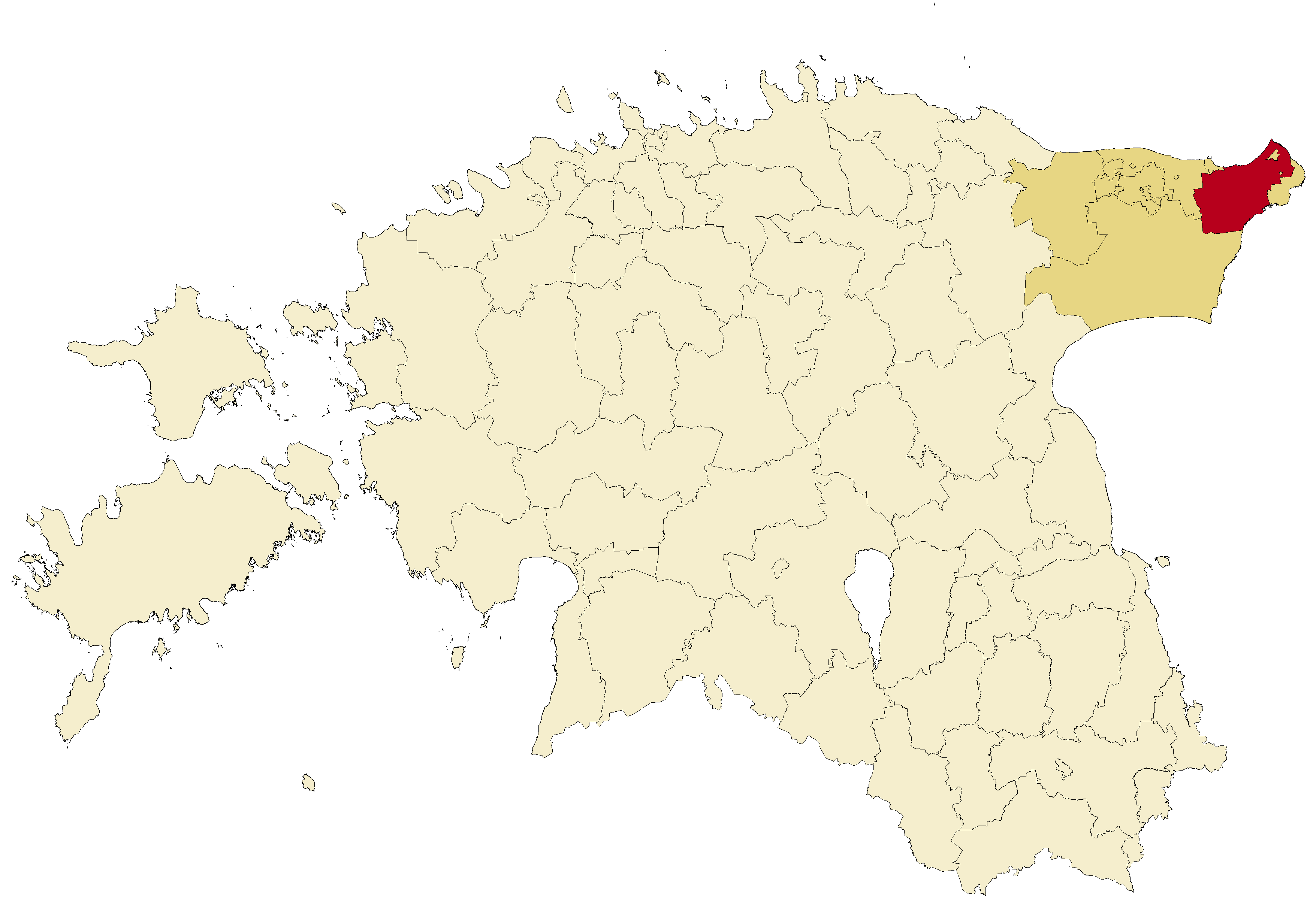
La commune de Narva-Jõesuu (en rouge) dans le comté de Viru oriental (jaune).

## Géographie
La ville est située à l'embouchure du fleuve Narva dans le golfe de Finlande, un bras oriental de la mer Baltique, directement sur la frontière russe. Le centre ville se trouve à environ 14 km au nord-ouest de la cité de Narva. La ville elle-même a 2 681 habitants(01/01/2020).
Depuis la réforme administrative de 2017, la commune urbaine de Narva-Jõesuu comprend également les deux bourgs de Sinimäe et Olgina ainsi que 18 villages de l'ancienne commune de Vaivara et deux anciens enclaves de la commune de Kohtla-Järve.

## Histoire
Le lieu a probablement fondé au XIVe siècle, à l'époque de l'Estonie danoise. La « bouche de la Narva » fut mentionnée pour la première fois dans un acte délivré par Walter de Plettenberg, maître de l'ordre Teutonique en Livonie.
Ici se trouve alors  un important port pour le commerce et le transport vers la ville de Narva.
Depuis la fin de la grande guerre du Nord, en 1721, la région faisait partie du gouvernement d'Estonie au sein de l'Empire russe. Selon la légende, le nom allemand Hungerburg (« château de la Faim ») dérive d'une exclamation de l'empereur Pierre Ier face à la pauvreté chez les pêcheurs locaux. En 1808, un phare a été construit sur le littoral de la mer Baltique.
Au cours de la seconde moitié du XIXe siècle, l'ancien village est devenu station balnéaire très appréciée par la haute société de Saint-Pétersbourg et de Moscou, célèbre pour ses longues plages de sable et ses forêts résineuses nordiques. C'est ainsi que de nombreux hôtels et maisons d'été ont été construits. La plupart des bâtiments historiques a été détruite durant la Seconde Guerre mondiale.

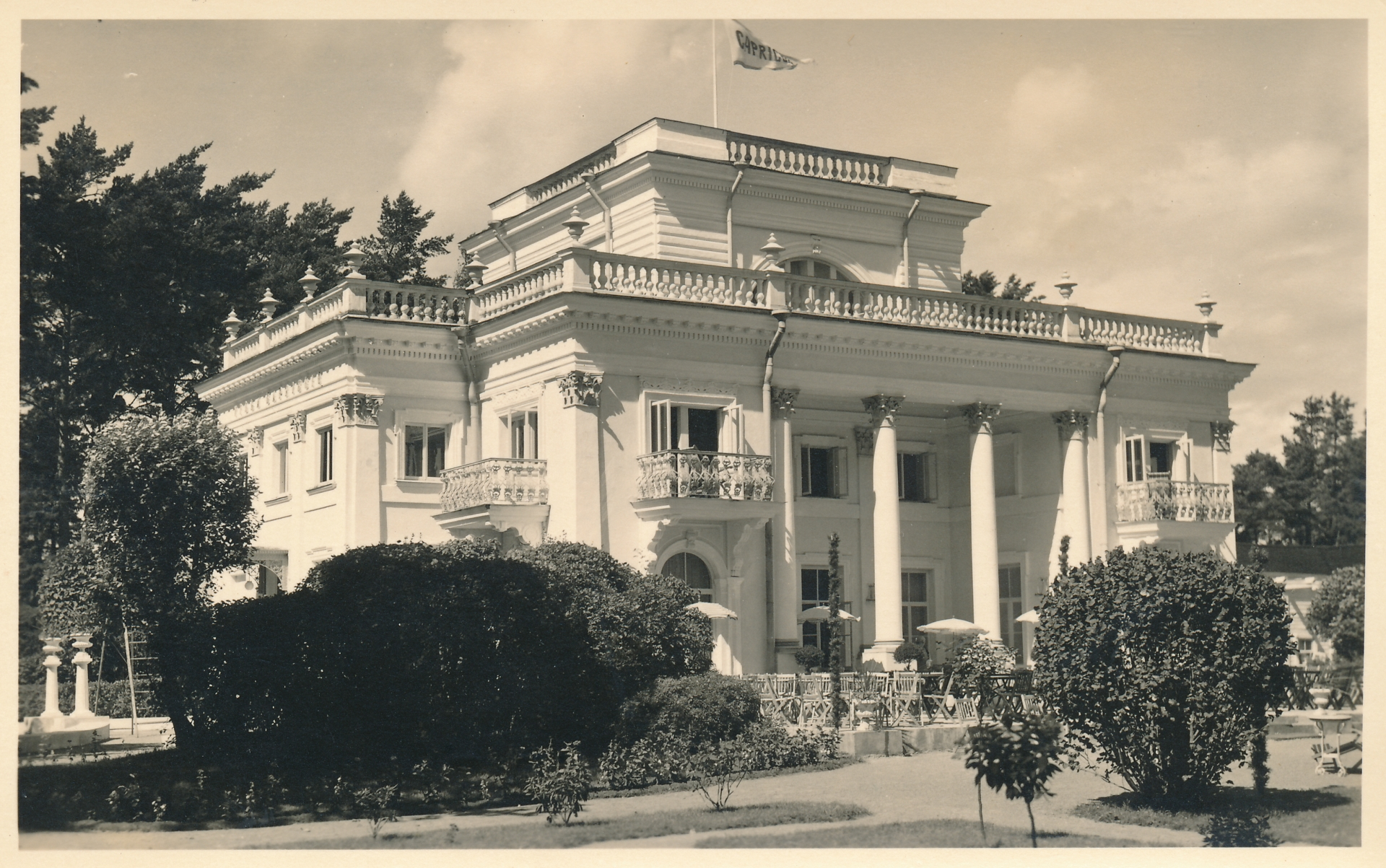
Villa Capriccio, Narva-Jõesuu (vers 1940).

## Population

### Evolution démographique
| 1922  | 1938  | 1959  | 1970  | 1989  |
| ----- | ----- | ----- | ----- | ----- |
| 2 336 | 1 462 | 2 751 | 3 527 | 3 754 |

| 2000  | 2011  | 2020  | 2022  | - |
| ----- | ----- | ----- | ----- | - |
| 2 983 | 2 632 | 2 681 | 2 536 | - |

### Composition ethnique
| Ethnie      | 1922 | 1922 | 1934 | 1934 | 1959 | 1959 | 1970 | 1970 | 1979 | 1979 | 1989 | 1989 | 2000 | 2000 | 2011 | 2011 | 2021 | 2021  |
| Ethnie      | Hab. | %    | Hab. | %    | Hab. | %    | Hab. | %    | Hab. | %    | Hab. | %    | Hab. | %    | Hab. | %    | Hab. | %     |
| ----------- | ---- | ---- | ---- | ---- | ---- | ---- | ---- | ---- | ---- | ---- | ---- | ---- | ---- | ---- | ---- | ---- | ---- | ----- |
| Estoniens   | 1674 | 71.7 | 1189 | 72.7 | 560  | 20.4 | 816  | 23.4 | 516  | 16.5 | 453  | 12.1 | 454  | 15.2 | 340  | 12.9 | 322  | 12.7  |
| Russes      | 524  | 22.4 | 364  | 22.3 | -    | -    | 2299 | 66.0 | 2272 | 72.7 | 2851 | 75.9 | 2154 | 72.2 | 2031 | 77.2 | 1961 | 77.3  |
| Ukrainiens  | -    | -    | 0    | 0.00 | -    | -    | 97   | 2.78 | 110  | 3.52 | 147  | 3.92 | -    | -    | 81   | 3.08 | 79   | 3.12  |
| Biélorusses | -    | -    | -    | -    | -    | -    | 74   | 2.12 | 71   | 2.27 | 97   | 2.58 | -    | -    | 55   | 2.09 | 54   | 2.13  |
| Finnois     | -    | -    | 46   | 2.81 | -    | -    | 59   | 1.69 | 51   | 1.63 | 57   | 1.52 | -    | -    | 36   | 1.37 | 28   | 1.10  |
| Juifs       | 1    | 0.04 | 0    | 0.00 | -    | -    | 18   | 0.52 | 7    | 0.22 | 10   | 0.27 | -    | -    | 4    | 0.15 | 7    | 0.28  |
| Lettons     | -    | -    | 6    | 0.37 | -    | -    | 22   | 0.63 | 14   | 0.45 | 12   | 0.32 | -    | -    | 5    | 0.19 | 11   | 0.43  |
| Allemands   | 15   | 0.64 | 14   | 0.86 | -    | -    | -    | -    | 4    | 0.13 | 10   | 0.27 | -    | -    | 8    | 0.30 | 14   | 0.55  |
| Tatars      | -    | -    | 0    | 0.00 | -    | -    | -    | -    | 8    | 0.26 | 11   | 0.29 | -    | -    | 4    | 0.15 | 5    | 0.20  |
| Polonais    | -    | -    | 11   | 0.67 | -    | -    | -    | -    | 3    | 0.10 | 11   | 0.29 | -    | -    | 4    | 0.15 | 4    | 0.16  |
| Lituaniens  | -    | -    | 0    | 0.00 | -    | -    | 11   | 0.32 | 11   | 0.35 | 12   | 0.32 | -    | -    | 5    | 0.19 | 0    | 0.00  |
| inconnue    | 1    | 0.04 | 3    | 0.18 | 0    | 0.00 | 0    | 0.00 | 0    | 0.00 | 0    | 0.00 | 127  | 4.26 | 17   | 0.65 | 3    | 0.12  |
| autres      | 121  | 5.18 | 2    | 0.12 | 2191 | 79.6 | 87   | 2.50 | 59   | 1.89 | 83   | 2.21 | 248  | 8.31 | 42   | 1.60 | 46   | 1.81  |
| Total       | 2336 | 100  | 1635 | 100  | 2751 | 100  | 3483 | 100  | 3126 | 100  | 3754 | 100  | 2983 | 100  | 2632 | 100  | 2536 | 99.92 |

## Tourisme
Grâce à sa plage de sable blanc de 8 kilomètres de long bordée de pins – considérée comme l'une des plus belles d'Estonie – Narva-Jõesuu est depuis longtemps une destination estivale populaire. À la fin du 19e siècle et début du 20e siècle, c'était une ville thermale fréquentée par la noblesse de Saint-Pétersbourg qui est moins de 150 km à l’est, et de Moscou. Pendant la période soviétique, le site a été fréquenté en grand nombre par les résidents de l'intelligentsia russe, dont beaucoup ont acheté des datchas (maisons d'été) à Narva-Jõesuu ou à la périphérie.
Dans les dix à quinze premières années qui ont suivi le rétablissement de l'indépendance de l’Estonie, Narva-Jõesuu a vu décliner cette activité touristique ; aussi, un grand nombre d'hôtels et de maisons d'hôtes ont fermé leurs portes et fait faillite. Au cours des dernières années, ses installations de villégiature ont été rénovées et le nombre de touristes augmente, cependant, le nombre d’hôtels est encore considérablement inférieur par rapport à la fin des années 1980.
Près de Narva-Jõesuu, à 2 km au sud-ouest de la frontière de la ville se trouve la seule plage nudiste officielle de l'Estonie.

## Jumelages
La commune de Narva-Jõesuu est jumelée avec :
- Billund (Danemark)
- Imatra (Finlande)
- Kronstadt (Russie)

## Personnalités
Parmi les personnalités invitées et résidentes de Narva-Jõesuu figuraient :
- artiste Ivan Chichkine,
- écrivains Nikolaï Leskov, Dmitri Mamine-Sibiriak, Ivan Gontcharov
- poètes Constantin Sloutchevski, Anna Akhmatova, Igor Severianine, Constantin Balmont, Sacha Tchorny, Boris Pasternak, Joseph Brodsky,
- scientifiques Ivan Pavlov, Kliment Timiriazev, Alexandre Popov, Vladimir Palladine, Iouli Khariton
- compositeurs Piotr Ilitch Tchaïkovski, Eduard Nápravník, Sergueï Prokofiev, Dmitri Chostakovitch,
- chef d'orchestre Ievgueni Mravinski,
- chanteurs Georg Ots et Irina Ponarovskaya,
- compositeurs Alexander Morozov, Alexander Kolker, Maria Pakhomenko,
- artiste de théâtre et de cinéma Evgueni Leonov.

### Source
- (en) Cet article est partiellement ou en totalité issu de l’article de Wikipédia en anglais intitulé « Narva-Jõesuu » (voir la liste des auteurs).